# Malcher Janowicz Petruszewicz
Malcher Janowicz Petruszewicz (Petrusowicz) herbu Łabędź – pisarz grodzki upicki w latach 1589-1610.
Poseł na sejm zwyczajny 1613 roku.